# Liste des œuvres de Gustave Moreau
Pour un article plus général, voir Gustave Moreau.
Liste des œuvres (non-exhaustive) de Gustave Moreau.

## Huiles sur toile
| Illustration | Titre                                                         | Date      | Dimensions       | Technique | Localisation                    | Numéro d'inventaire                  | Remarque |
| ------------ | ------------------------------------------------------------- | --------- | ---------------- | --------- | ------------------------------- | ------------------------------------ | --- |
|              | La Mort de Démosthène                                         | 1848      | 32,5 x 40 cm     |           | Paris, musée Gustave Moreau     | Inv. 15755                           | C'est une esquisse de concours, Moreau l'a faite pour pouvoir se présenter au Prix de Rome mais cette esquisse ne lui a pas permis de s'y présenter cette année-là. |
|              | Portrait de Gustave Moreau par lui-même                       | 1850      | 41 x 32 cm       |           | Paris, musée Gustave Moreau.    | Cat. 69                              | |
|              | Darius fuyant après la bataille d'Arbelles                    | 1852      | 245 x 165 cm     |           | Paris, musée Gustave Moreau.    |                                      | |
|              | Les Prétendants                                               | 1852      | 385 x 343 cm     |           | Paris, musée Gustave Moreau.    |                                      | Toile reprise et agrandie en 1882. |
|              | Le Cantique des cantiques ou La Sulamite                      | 1853      | 300 x 319 cm     |           | Dijon, musée des Beaux-Arts.    |                                      | |
|              | Les Filles de Thespius                                        | 1853      | 258 x 255 cm     |           | Paris, musée Gustave Moreau.    |                                      | Toile reprise et agrandie en 1882. |
|              | L'enfance de Sixte-Quint                                      | 1853-1854 | 41 x 27,5 cm     |           | Paris, musée d'Orsay.           | RF 2009 7                            | |
|              | Moïse ôtant ses sandales en vue de la terre promise           | 1854      | 245 x 151 cm     |           | Paris, musée Gustave Moreau     |                                      | |
|              | Pietà                                                         | 1854      | 75 x 96 cm       |           | Gifu, musée des Beaux-Arts.     |                                      | |
|              | La Chaste Suzanne                                             | 1850-1855 | 52 x 32,5 cm     |           | Lyon, musée des Beaux-Arts.     |                                      | |
|              | Les Athéniens livrés au Minotaure dans le labyrinthe de Crète | 1855      | 106 x 200 cm     |           | Bourg-en-Bresse, musée de Brou. |                                      | |
|              | Hercule et Omphale                                            | 1856-1857 | 104,5 x 65 cm    |           | Paris, musée Gustave Moreau.    |                                      | |
|              | Hésiode et les Muses                                          | 1860      | 263 x 155 cm     |           | Paris, musée Gustave Moreau.    | Cat. 28                              | Toile reprise et agrandie en 1882. |
|              | Les Rois mages                                                | c.1860    | 43 x 162 cm      |           | Paris, musée Gustave Moreau.    |                                      | |
|              | Chemin de croix                                               | 1862      | 100 x 80 cm      |           | Decazeville, église Notre-Dame. |                                      | Il s'agit d'un véritable chemin de croix, le tableau ci-contre n'est qu'une des multiples stations de cet ensemble.                                                 |
|              | Œdipe et le Sphinx                                            | 1864      | 206,4 x 104,8 cm |           | New York, Met.                  | 21.134.1                             | |
|              | Diomède dévoré par ses chevaux                                | 1865      | 138,5 x 84,5 cm  |           | Rouen, musée des Beaux-Arts.    | 31-16-1                              | |
|              | Le Jeune Homme et la mort                                     | 1865      | 215,9 x 123,2 cm |           | Cambridge, Fogg Art Museum.     | 1942.186                             | |
|              | Jason et Médée                                                | 1865      | 204 x 121,5 cm   |           | Paris, musée d'Orsay.           | RF 2780                              | |
|              | Jupiter et Europe                                             | 1868      | 175 x 130 cm     |           | Paris, musée Gustave Moreau.    |                                      | |
|              | Prométhée                                                     | 1868      | 206 x 122 cm     |           | Paris, musée Gustave Moreau.    |                                      | |
|              | Hésiode et la Muse                                            | c.1870    | 33 x 20,2 cm     |           |                                 | Inv. 15502                           | |
|              | La décollation de sainte Jean-Baptiste                        | c.1870    | 85 x 60 cm       |           | Paris, musée Gustave Moreau.    |                                      | |
|              | Salomé ou Salomé tatouée                                      | c.1874    | 92 x 60 cm       |           | Paris, musée Gustave Moreau     | Cat. 211                             | |
|              | Hercule et l'Hydre de Lerne                                   | 1876      | 179,3 x 153 cm   |           | Chicago, Art Institute.         | 1964.231                             | |
|              | Salomé ou Salomé dansant devant Hérode                        | 1876      | 144 x 103,5 cm   |           | Los Angeles, musée Hammer.      | AH 90.48                             | |
|              | L'Apparition                                                  | 1876-1877 | 55,9 x 46,7 cm   |           | Cambridge, Fogg Art Museum.     | 1943.268                             | |
|              | Jacob et l'ange                                               | 1878      | 255 x 147,5 cm   |           | Cambridge, Fogg Art Museum.     | 1943.266                             | |
|              | David                                                         | 1878      | 229,5 x 138 cm   |           | Los Angeles, musée Hammer.      | AH 90.49                             | |
|              | Moïse exposé sur le Nil                                       | 1878      | 185,4 x 134,6 cm |           | Cambridge, Fogg Art Museum.     | 1943.262                             | |
|              | Le Triomphe d'Alexandre le Grand                              | 1885-1890 | 155 x 155 cm     |           | Paris, musée Gustave Moreau.    |                                      | |
|              | Œdipe voyageur, Le Voyageur ou l'Égalité devant la mort       | c.1888    | 124 x 93 cm      |           | Metz, musée de la Cour d'Or.    | Inv. 222                             | |
|              | Saint Georges et le Dragon                                    | 1889-1890 | 141 × 96,5 cm    |           | Londres, National Gallery.      | NG6436                               | |
|              | Jupiter et Sémélé                                             | 1889-1895 | 212 x 118 cm     |           | Paris, musée Gustave Moreau.    | Cat. 91                              | |
|              | Orphée sur la tombe d'Eurydice                                | 1890      | 173 x 128 cm     |           | Paris, musée Gustave Moreau.    |                                      | |
|              | Le Poète voyageur ou Le repos du voyageur                     | c.1890    | 180 x 146 cm     |           | Paris, musée Gustave Moreau.    |                                      | Cat. 24 |
|              | Jupiter et Sémélé                                             | ap. 1890  | 149 x 110 cm     |           | Paris, musée Gustave Moreau.    | Cat. 73                              | |
|              | La Sirène et le Poète                                         | 1895      | 338 x 235 cm     |           | Poitiers, musée Sainte-Croix.   | D951.10.1, RF 3839, RF 1085, LUX 594 | |
|              | Suzanne et les vieillards (à la draperie verte)               | 1895      | 81 x 65 cm       |           | Collection Nahmad               |                                      | Acquise par David et Ezra Nahmad, elle fut présentée à l'occasion de l'exposition Impressionnisme et audaces du XIXe siècle au musée Paul Valéry à Sète.            |
|              | Retour des Argonautes                                         | 1897      | 434 x 215 cm     |           | Paris, musée Gustave Moreau     |                                      | |

## Huiles sur bois
| Illustration | Titre                         | Date   | Dimensions       | Technique               | Localisation                    | Numéro d'inventaire |
| ------------ | ----------------------------- | ------ | ---------------- | ----------------------- | ------------------------------- | ------------------- |
|              | Orphée                        | 1865   | 154 x 99,5 cm    |                         | Paris, musée d'Orsay.           | RF 104              |
|              | Le calvaire                   | 1867   | 24 x 32 cm       |                         | Paris, musée d'Orsay            | RF 1126             |
|              | La Pietà ou Descente de Croix | c.1867 | 32,4 x 40,3 cm   |                         | Cambridge, Fogg Art Museum.     | 1943.263            |
|              | La Chimère                    | 1867   | 33,02 x 27,31 cm |                         | Cambridge, Fogg Art Museum.     | 1943.269            |
|              | L'enlèvement d'Europe         | 1869   | 26 x 42 cm       |                         | Paris, musée d'Orsay            | RF 2704             |
|              | La Mort de Sapho              | 1876   | 26 x 21 cm       | huile sur bois d'acajou | Saint-Lô, musée des Beaux-Arts. |                     |
|              | Saint Sébastien et l'ange     | 1876   | 67,8 x 38,7 cm   |                         | Cambridge, Fogg Art Museum.     | 1943.265            |
|              | Galatée                       | c.1880 | 85,5 cm x 66 cm  |                         | Paris, musée d'Orsay.           | RF 1997 16          |
|              | La Vie de l'humanité          | 1886   |                  |                         | Paris, musée Gustave Moreau.    |                     |
|              | Hésiode et la Muse            | 1891   | 59 cm x 34,5 cm  |                         | Paris, musée d'Orsay.           | RF 1961 7           |

## Aquarelles
| Illustration | Titre                                                             | Date   | Dimensions     | Technique                                                                                                  | Localisation                                                                            | Numéro d'inventaire | Remarque                                                        |
| ------------ | ----------------------------------------------------------------- | ------ | -------------- | --- | --------------------------------------------------------------------------------------- | ------------------- | --------------------------------------------------------------- |
|              | Sapho                                                             | 1872   | 19,7 x 13,6 cm | | Londres, V&A.                                                                           | P.11-1934           |                                                                 |
|              | Messaline                                                         | 1874   | 137 x 242 cm   | Aquarelle et huile sur toile                                                                               | Paris, musée Gustave Moreau                                                             |                     |                                                                 |
|              | L'Apparition                                                      | 1875   | 106 x 72,2 cm  | | Paris, département des Arts Graphiques du musée du Louvre, collection du musée d'Orsay. |                     |                                                                 |
|              | Salomé au jardin ou Salomé portant la tête de saint Jean-Baptiste | 1878   |                | | Collection particulière                                                                 |                     | Il en existe une autre version au musée Mohamed Mahmoud Khalil. |
|              | La Péri                                                           | 1878   | 51 x 46 cm     | aquarelle, gouache, graphite, plume et encre noire                                                         | Paris, département des Arts Graphiques du musée du Louvre, collection du musée d'Orsay. | RF 12300            |                                                                 |
|              | Les voix                                                          | c.1880 | 22 x 12 cm     | aquarelle et gouache sur papier                                                                            | Madrid, musée Thyssen-Bornemisza.                                                       | 684 (1976.67)       |                                                                 |
|              | Le jeune homme et la Mort                                         | c.1881 | 36 x 22,8 cm   | aquarelle sur traits de crayon, avec rehauts de gouache blanche. Contours repris à la plume et encre brune | Paris, département des Arts Graphiques du musée du Louvre, collection du musée d'Orsay. |                     |                                                                 |
|              | Les Sirènes                                                       | 1882   | 32,3 x 20,6 cm | | Cambridge, Fogg Art Museum.                                                             |                     |                                                                 |
|              | Chimère                                                           | 1884   |                | aquarelle avec gouache                                                                                     | Paris, musée Gustave Moreau.                                                            |                     |                                                                 |
|              | Cléopâtre, assise, demi nue, de face sur un trône très élevé      | c.1887 | 40 x 25 cm     | aquarelle avec rehauts de gouache, bordée d'un liseré noir                                                 | Paris, département des Arts Graphiques du musée du Louvre, collection du musée d'Orsay. | RF 27900            |                                                                 |
|              | Poète mort porté par un centaure ou Le centaure fatigué           | c.1890 | 33,5 x 24,5 cm | aquarelle et gouache sur papier                                                                            | Paris, musée Gustave Moreau.                                                            |                     | Il en existe une autre version au musée national de Belgrade.   |
|              | L'Inspiration                                                     | c.1893 | 29,9 × 23 cm   | Aquarelle et gouache, à la plume et à l'encre bleue, sur traces de mine de plomb, sur papier vélin ivoire  | Chicago, Art Institute.                                                                 | 1985.596            |                                                                 |
|              | Cantique des Cantiques                                            | 1893   | 38,7 x 20,8 cm | | Kurashiki, musée d'Art Ōhara.                                                           |                     |                                                                 |
|              | Salomé dansant devant la tête de saint Jean-Baptiste              | n.d.   | 25 x 18 cm     | graphite, aquarelle et gouache                                                                             | New York, Met.                                                                          | 1975.1.673          |                                                                 |

## Dessins
| Illustration | Titre                       | Date | Dimensions     | Technique              | Localisation            | Numéro d'inventaire |
| ------------ | --------------------------- | ---- | -------------- | ---------------------- | ----------------------- | ------------------- |
|              | La Chimère                  | 1856 | 25,2 x 20,2 cm |                        | Collection particulière |                     |
|              | Une Péri, projet pour émail | 1865 | 35 x 25 cm     |                        | Chicago, Art Institute. |                     |
|              | Salomé                      | n.d. | 60 x 36 cm     | fusain et pierre noire | Paris, musée du Louvre. | Des. 4831           |